# Hubert Schiffer
Hubert Friedrich Heinrich Schiffer (Gütersloh, 15 luglio 1915 – Francoforte sul Meno, 27 marzo 1982) è stato un prete e gesuita tedesco. È noto per essere sopravvissuto alla bomba atomica, Little Boy, sganciata su Hiroshima.

## Biografia
Hubert Friedrich Heinrich Schiffer nacque il 15 luglio 1915 a Gütersloh, nella regione della Vestfalia. Era il figlio di Fritz, un contabile, e di sua moglie Anna Gertzen. Schiffer ha studiato al Prinz-Georg-Gymnasium, al Ginnasio dei Padri Bianchi e all'Hohenzollern-Gymnasium di Düsseldorf.
Nel 1934 Schiffer entrò nell'ordine dei Gesuiti a 's-Heerenberg, nei Paesi Bassi, dove i gesuiti tedeschi si erano stabiliti dopo la loro espulsione causata dal Kulturkampf di Otto von Bismarck e dalla Legge sui Gesuiti del 1872. Un anno dopo Schiffer fu inviato nell'Impero del Giappone, dove studiò giapponese e filosofia a Tokyo. Studiò per il sacerdozio al St. Miki College prima di essere ordinato nel 1943 dal vescovo Johannes Ross della diocesi di Hiroshima. Schiffer svolse il ruolo di interprete per il vescovo cinese Tschao e per i missionari francesi presenti. In seguito, studiò teologia a Shanghai prima di tornare in Giappone.
Nel luglio del 1945, Schiffer fu assistente in una parrocchia di Hiroshima.

## L'atomica su Hiroshima
Schiffer era uno dei numerosi sacerdoti gesuiti presenti nel complesso della loro missione, a meno di 1,6 km dal punto ove si verificò l'esplosione. Schiffer raccontò la sua testimonianza del miracolo di Hiroshima attraverso l'apparizione della Madonna a Fatima.

### Posizione e lista dei presenti
Le testimonianze affermano che c'erano otto sacerdoti gesuiti o missionari che si trovavano a otto isolati dall'esplosione. John Hersey, nel suo resoconto del 1946 su Hiroshima, elenca quattro sacerdoti gesuiti (Padre Superiore LaSalle, Padre Wilhelm Kleinsorge, Padre Cieslik e Padre Schiffer) e li colloca a 1.300 metri "dal centro". Lo stesso Schiffer afferma che c'erano quattro sacerdoti gesuiti: Padre Hugo Lassalle, Superiore dell'intera Missione gesuita in Giappone, e i Padri Kleinsorge, Cieslik e Schiffer. Descrive che la sua posizione come "entro il raggio di un miglio più mortale". Schiffer nota anche il nome della loro chiesa - "la Chiesa gesuita dell'Assunzione di Nostra Signora".

### L'esplosione
Secondo il racconto del 1946 del sacerdote gesuita Padre John Siemes, che si trovava alla periferia della città:
Erano nelle loro stanze alla Casa Parrocchiale – erano le otto e un quarto, esattamente l'ora in cui avevamo sentito l'esplosione a Nagatsuki – quando si è udita una luce intensa e subito dopo il rumore di finestre, muri e mobili che si sfrangevano e si dilaniavano. Essi erano stati sommersi da schegge di vetro e frammenti di detriti. Padre Schiffer è rimasto sepolto sotto una porzione di muro e ha riportato una grave ferita alla testa. Il Padre Superiore ha ricevuto la maggior parte delle schegge nella schiena e negli arti inferiori, da cui ha perso molto sangue. Tutto è stato scagliato all'interno delle stanze, ma la struttura in legno della casa è rimasta intatta.
Il racconto dello stesso Schiffer descrisse l'esplosione:
All'improvviso, una terrificante esplosione riempì l'aria con un fragoroso colpo di tuono. Una forza invisibile mi sollevò dalla sedia, mi scagliò in aria, mi scosse, mi percosse, mi fece roteare come una foglia in una folata di vento autunnale.

### I sopravvissuti
Tutti e quattro i sacerdoti gesuiti sopravvissero all'esplosione. Nel 1950, Schiffer disse: "Di 14 sopravvissuti tra chierici e laici ne abbiamo perso solo uno, un giapponese". I gesuiti si trovavano in un edificio più robusto della maggior parte degli edifici circostanti, come notato rispettivamente da Hersey e Siemes:
[Padre Kleinsorge vide] che tutti gli edifici circostanti erano disintegrati, tranne la casa della missione dei gesuiti, che era stata rinforzata e rinforzata molto tempo prima da un sacerdote di nome Gropper, terrorizzato dai terremoti.

La solidità della struttura, opera di Fratel Gropper, risplendeva ancora una volta.
Non furono gli unici sopravvissuti vicino all'esplosione; si stima che il 14% delle persone entro un raggio di 1 chilometro dal punto zero sopravvisse all'esplosione. Altri sopravvissuti includevano dieci persone in un tram a 750 metri e una donna in una banca a 260 metri di distanza dall'esplosione. Una persona è sopravvissuta a una distanza di soli 170 metri, protetta nel seminterrato di un edificio mentre cercava documenti.

### Intepretazione religiosa
La sopravvivenza dei sacerdoti è stata talvolta definita un miracolo. Nel 1951, Schiffer affermò:
Non lo definirei esattamente un miracolo, ma credo che fossimo sotto la speciale protezione di Dio.
A volte vengono evidenziate somiglianze con Nagasaki, dove un convento francescano fondato da San Massimiliano Kolbe "non fu colpito dalla bomba che vi cadde",[13] poiché "il convento fu protetto dalla forza della bomba da una montagna interposta".